# Программно определяемая радиосистема
Программно определяемая радиосистема (англ. Software-defined radio, SDR, рус. ПОР) — радиопередатчик
и (или) радиоприёмник, использующий технологию, позволяющую с помощью программного обеспечения устанавливать или изменять рабочие радиочастотные параметры, включая, в частности, диапазон частот, тип модуляции или выходную мощность, за исключением изменения рабочих параметров, используемых в ходе обычной предварительно определённой работы с предварительными установками радиоустройства, согласно той или иной спецификации или
системы.
ПОР выполняет значительную часть цифровой обработки сигналов на обычном персональном компьютере или на ПЛИС. Целью такой схемы является радиоприёмник или радиопередатчик произвольных радиосистем, изменяемый путём программной переконфигурации (отсюда происходит альтернативное наименование таких систем — программно конфигурируемые).
Подобные радиосистемы широко применяются для военных приложений и беспроводных услуг связи, так как позволяют обслуживать большое количество радиопротоколов.
Оборудование для ПОР обычно состоит из супергетеродинного приёмника, который преобразует сигнал с радиочастоты на промежуточную, аналого-цифрового и цифро-аналогового преобразователей (АЦП и ЦАП).
В настоящее время ПОР используются для реализации простых радиомодемов, в частности GSM, WiFi, WiMax. Со временем, ПОР, возможно, станет основной технологией в радиосвязи. ПОР является необходимым условием для реализации когнитивного радио.

## Принцип работы

### Идеальный случай
В идеальной приёмной схеме АЦП подключался бы непосредственно к антенне, без аналоговых избирательных устройств обычного радиоприёмника. Цифровой сигнальный процессор будет считывать сигнал с преобразователя и программно представлять его в требуемом виде.
Подобным был бы и идеальный передатчик. Цифровой сигнальный процессор генерирует поток чисел. Они поступают на вход ЦАП, выход которого подключается непосредственно к антенне.
Идеальная схема не реализуема из-за технических ограничений. Основная проблема — трудность преобразования сигнала из аналоговой формы в цифровую и обратного преобразования, одновременно и с высокой скоростью, и с высокой точностью, без появления помех и без помощи электромагнитного резонанса.

### Применяемые схемы
Основным ограничивающим фактором в развитии ПОР являются показатели применяемых ЦАП и АЦП. Быстродействие цифровой части не накладывает принципиальных ограничений. Однако, на практике, особенно в случае переносных и носимых применений, более высокая потребляемая мощность может являться весомым доводом против использования ПОР. Современные образцы ЦАП и АЦП позволяют создавать ПОР-системы в диапазоне частот до сотен мегагерц без преобразования частоты. В то же время, для достижения предельных параметров линейности, чувствительности и избирательности, чаще используются схемы с преобразованием частоты.
Цифровая обработка может вестись как на процессорах общего назначения, так и с помощью схем, реализованных на ПЛИС или специализированных ИМС. Первый способ наименее экономичен с точки зрения энергопотребления, и, главным образом, может применяться на этапе разработки системы, ввиду простоты отладки и переконфигурации. Решения на ПЛИС и специализированных микросхемах намного (в десятки и сотни, а иногда и тысячи раз) более экономичны. Применение ПЛИС также позволяет оперативно переконфигурировать систему. Преимуществом специализированных ИС являются более низкие цена и энергопотребление, а также отсутствие необходимости самостоятельно разрабатывать прошивку. Такие микросхемы уже длительное время выпускаются как в России (), так и за её пределами ().

## История
Одна из первых систем ПОР разрабатывалась американскими военными под названием SpeakEasy. Целью проекта было использование программной обработки для эмуляции более 10 существующих военных радиосистем, функционирующих в диапазоне от 2 до 20 МГц. Другой целью была возможность поддержки любых новых схем кодирования и модуляции, чтобы военные могли использовать более совершенные модуляции и кодирования.
Ещё одной ранней программно определяемой радиосистемой был радиолокатор подсветки цели и наведения комплекса ПВО С-300 (начало 1970-х годов). Здесь программным образом конфигурировалась фазированная антенная решетка и осуществлялась цифровая фильтрация и демодуляция полезного сигнала.

## Назначение
Данная технология позволяет заменить огромнейшее разнообразие существующих и разрабатываемых конструкций радиоприёмников и трансиверов, как серийных, так и, прежде всего, любительских, построенных по сложной супергетеродинной схеме, на ограниченное число доступных аппаратных блоков, работающих под управлением разрабатываемого сообществом ПО.
Это приведёт к упрощению и удешевлению конструкций, существенному улучшению характеристик, поддержке любых видов модуляции, появлению большого количества сервисных функций, а также ускорит разработку, поскольку ПО может совершенствоваться одновременно всем сообществом.
Такое стало возможно с появлением доступных быстрых ЦАП и АЦП (иногда достаточно звуковой платы ЭВМ) и удешевлением ПЭВМ и DSP-процессоров.

## Любительские ПОР
В 2013 году появилась возможность использовать для создания ПОР дешёвые (<20$) DVB-T USB приёмники, использующие контроллеры Realtek RTL2832U
и тюнеры Elonics E4000 или Rafael Micro R820T . Они использовались для создания широкополосных приёмников разных типов сигналов (FM, ADS-B, D-STAR, АИС), радиотелескопа. Могут использоваться совместно с GNU Radio. К 2016 году стоимость таких приёмников снизилась до 7 долларов.

## ПОР и технологииRFID
ПОР могут найти применение в системах радиочастотного опознавания (RFID), которые работают на разных частотах и используют разные протоколы.